# Cornufer punctatus
Espèce
Synonymes
- Platymantis punctata Peters et Doria, 1878
- Platymantis punctatus Peters et Doria, 1878
- Cornufer beauforti Van Kampen, 1913

Statut de conservation UICN

 LC  : Préoccupation mineure
Cornufer punctatus est une espèce d'amphibiens de la famille des Ceratobatrachidae.

## Répartition
Cette espèce est endémique de Nouvelle-Guinée occidentale en Indonésie. Elle se rencontre du niveau de la mer jusqu'à 600 m d'altitude sur les monts Arfak, Fakfak et Wondiwoi et jusqu'au kabupaten de Nabire et sur les îles Batanta et Waigeo.

## Publication originale
- Peters & Doria, 1878 : Type catalogue of amphibians in the Zoologische Staatssammlung München. Spixiana, no 29, p. 153-192 (texte intégral).